# Pufferzone

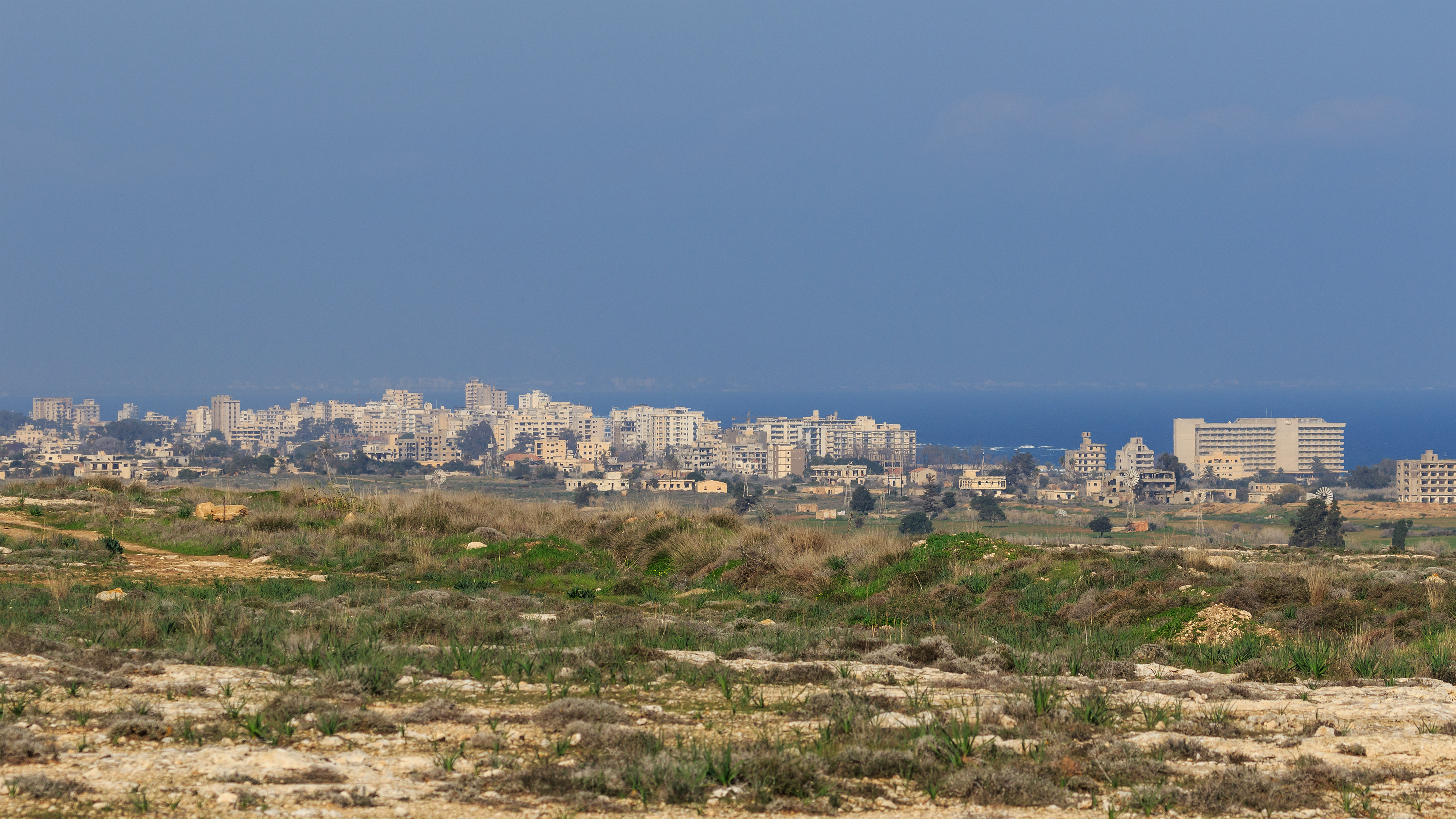
Blick auf die UN-Pufferzone in Zypern zwischen Paralimni und Famagusta. Im Hintergrund ist die „Geisterstadt“ Varosia zu erkennen

Die Pufferzone ist eine Zone zwischen Konfliktparteien oder gegensätzlichen Nutzungsinteressen, um einen räumlichen Abstand zu schaffen. Sie liegt auch als ein entmilitarisiertes Gebiet zwischen zwei oder auch mehreren Konfliktparteien, um bewaffnete Auseinandersetzungen zu vermeiden. Dieses Gebiet kontrolliert oft eine von den Konfliktparteien akzeptierte neutrale Partei. In allen Fällen handelt es sich um eine Region, die als „Puffer“ fungiert.

## Beispiele
Pufferzonen wurden z. B. geschaffen nach der Beendigung der militärischen Auseinandersetzungen im Kosovokonflikt und im Rahmen des zyprisch-türkischen Zypernkonflikts seit 1974. So richteten die Vereinten Nationen eine entmilitarisierte Zone zwischen Zentralserbien und dem Kosovo sowie zwischen der Republik Zypern und dem türkisch besetzten Nordzypern ein.

## Weitere Bedeutungen
Der Begriff wird synonym auch in anderen Fachgebieten verwendet. So kann beispielsweise ein Landstreifen mit widerstandsfähigen und schnell wachsenden Pflanzen entlang des Wüstenrandes als Pufferzone das weitere Vordringen einer Wüste verhindern. Eine ähnliche Funktion hat in der Landwirtschaft ein Windschutzgürtel gegen die Bodenerosion.
Im Biotopschutz werden neben Biotopvernetzung und Besucherlenkung auch Pufferzonen zwischen den wirksam geschützten Kernzonen naturschutzrelevanter Gebiete und angrenzenden (meist landwirtschaftlichen) Nutzungen eingerichtet. Damit können schädliche Randeffekte durch unerwünschte Einträge von Dünge- oder Spritzmitteln in das Schutzgebiet verhindert bzw. reduziert werden.
In Geoinformationssystemen werden Pufferzonen (engl. „buffer“) als rechnerisch ermittelte Flächenstreifen verwendet, um die Einflusszone eines Phänomens oder einer Wirkgröße modellieren zu können.
Auch die UNESCO setzt konkrete Pufferzonen um die von ihr unter Schutz genommenen Welterbestätten fest.